# یوروسمنت
یوروسمنت (انگلیسی: Eurocement group) شرکت مصالح ساختمانی روس است، که در سال ۲۰۰۲ تأسیس شد.